# Alfred Tritschler
Alfred Tritschler est un photographe allemand, né à Offenbourg le 12 juin 1905, et mort le 31 décembre 1970 à Offenberg en Allemagne
Précurseur dans l’utilisation du Leica et de la photographie au format 24x36, il a été avec son associé Paul Wolff, un des photographes les plus connus d’Allemagne des années 1920 aux années 1940.

## Biographie
Alfred Tritschler est le fils Monika et Otto Tritschler. Il naît à Offenbourg dans le Bade-Wurtemberg le 12 juin 1905 dans une famille nombreuse de cinq enfants. Son père est commerçant et tient un épicerie. 
Après avoir terminé ses études, en avril 1921, il entreprend un apprentissage de la photographie dans sa ville natale d'Offenburg. En 1924/25, il fréquente la Höhere Fachschule für Fototechnik de Munich. Il entre ensuite à l'UFA à Babelsberg. 
En 1927, Alfred Tritschler s’associe avec le photographe Paul Wolff. Ils fondent l'agence photo « Historisches Bildarchiv Dr. Paul Wolff & Tritschler  »  à Francfort-sur-le-Main, qui devient l'une des agences photo les plus prospères d’Allemagne, en particulier dans les années 1930 et 1940. Elle était particulièrement reconnue dans le domaine de la photographie industrielle et publicitaire.  
En 1935, Tritschler devient membre de la Gesellschaft Deutscher Lichtbildner e.V. (GDL).
En 1936, il est envoyé à bord du dirigeable Hindenburg construit par Zeppelin à l’occasion de son premier voyage en Amérique du Sud. De nombreuses photographies témoignent de ce voyage aller-retour de Friedrichshafen à Rio de Janeiro.
En 1936, Paul Wolff et Alfred Tritschler assistent aux Jeux Olympiques d'été de 1936 de Berlin et font paraître l’ouvrage « Ce que j'ai vu aux Jeux Olympiques de 1936 » édité en quatre langues. Wolff obtient un contrat avec l’entreprise Leitz de Wetzlar, qui produit le Leica, qui lui commande des photographies pour une exposition intitulée « Die Kamera ». 
En 1940, Alfred Tritschler et Paul Wolff publient leur premier ouvrage de photographies industrielles. Ils ont également traité très tôt de la nouvelle photographie couleur et publient la même année « Mes expériences en couleurs avec le Leica ».
Après la mort de Paul Wolff en 1951, Tritschler continue de diriger l'agence de photographie seul jusqu’en 1963. En 1969, il quitte Francfort-sur-le-Main.
Alfred Tritschler meurt à 65 ans, le 31 décembre 1970, à Offenberg dans la forêt bavaroise. 

## Expositions
- 2019 : Dr. Paul Wolff & Tritschler, pionniers du Leica, Musée Ernst Leitz, Wetzlar.

## Publications
Liste non exhaustive
- avec Paul Wolff (Photos) : Was ich bei den Olympischen Spielen 1936 sah. Berlin 1936
- avec Paul Wolff (Photos), Carl Wiskott (Texte) : Griechenland im Auto erlebt. Bruckmann, München 1936.
- avec Paul Wolff (Photos), Paul Georg Ehrhardt (Texte) : Arbeit ! Volk und Reich, Berlin 1937.
- avec Paul Wolff (Photos), Alfons Paquet (Texte) : Der Rhein. Vision und Wirklichkeit. Düsseldorf 1940.
- avec Paul Wolff (Photos), Adolf Reitz (Texte) : Vorstoß ins Unsichtbare. Ulm 1948.
- avec Paul Wolff (Photos), Eberhard Beckmann (Texte) : Germany. A series of photos of the U.S.-Zone, its towns and villages, their past and present. Frankfurt am Main 1948. 2. Auflage 1949.
- avec Paul Wolff, (Photos), Erich Walch (Texte) : Schönheit am Wege. Heering, Seebruck am Chiemsee 1949.
- avec Paul Wolff, Hans Saebens (Photos), Eberhard Beckmann, Harald Busch (Texte) : Deutschland:  Süden, Westen, Norden. Ein Bildband von dt. Landschaft, ihren Städten, Dörfern u. Menschen. Frankfurt am Main 1950.

- Hermann Schnitzler (Texte) / Alfred Tritschler (Photos) : Der Dom zu Aachen. Düsseldorf 1950
- Heinrich Hauser (Texte) / Alfred Tritschler (Photos) : Tochter Europas Düsseldorf. Düsseldorf 1951
- Heinrich Hauser (Texte) / Alfred Tritschler (Photos) : Unser Schicksal : die deutsche Industrie. München 1952
- Heinz Todtmann (Texte) / Alfred Tritschler (Photos) : Die Industrie der Zauberer. München 1952
- Eberhard Schulz (Texte) / Alfred Tritschler (Photos) : Das goldene Dach. München 1952
- Helmut Alt (Texte) / Alfred Tritschler (Photos) : Schwarzes Brot. Dem Eschweiler Bergwerks-Verein zu seinem 120. Geburtstag. München 1958
- Alfred Tritschler : Bergleute. Menschen und Schicksale beim Eschweiler Bergwerks-Verein. München 1961
- Alfred Tritschler : Dampflokomotivbau : Fotografien der Baureihe 50. Köln 1997
- Todtmann, Heinz; Tritschler, Alfred, Kleiner Wagen in großer Fahrt. Ein Erlebnisbericht., Delius Klasing Verlag GmbH, 2001 (ISBN 9783768813211)
- Iris Metje, Alfred Tritschler. Mittelalter Fotografie, Greven Verlag, 2019 (ISBN 9783774309258)